# كأس الاتحاد الصيني 1997
كأس الاتحاد الصيني 1997 هو موسم من كأس الاتحاد الصيني. كان عدد الأندية المشاركة فيه 24، وفاز فيه نادي بكين سينوبو غوان.